# Вержа (присілок)
Вержа (рос. Вержа) — присілок Сафоновського району Смоленської області Росії. Входить до складу Казулінського сільського поселення.
Населення — 6 осіб (2007 рік).